# Fraccionamiento Paraíso Real
Fraccionamiento Paraíso Real är en ort i Mexiko.   Den ligger i kommunen León och delstaten Guanajuato, i den centrala delen av landet, 300 km nordväst om huvudstaden Mexico City. Fraccionamiento Paraíso Real ligger 1 851 meter över havet och antalet invånare är 1 157.
Terrängen runt Fraccionamiento Paraíso Real är kuperad åt nordost, men åt sydväst är den platt. Runt Fraccionamiento Paraíso Real är det mycket tätbefolkat, med 1 313 invånare per kvadratkilometer. Närmaste större samhälle är León de los Aldama, 9,8 km väster om Fraccionamiento Paraíso Real. Trakten runt Fraccionamiento Paraíso Real består till största delen av jordbruksmark.